# La Gabrielle
La Gabrielle est un bac assurant plusieurs fois par jour la traversée du Maroni entre Albina au Suriname et Saint-Laurent-du-Maroni en Guyane. Il transporte chaque année près de 16 000 passagers, 8 000 voitures, 1 000 camionnettes et camions ainsi que 250 containers.